# Dichromanthus
Dichromanthus ist eine Gattung aus der Familie der Orchideen (Orchidaceae). Sie enthält nur vier Arten, die von Arizona und Texas über Mexiko bis Honduras verbreitet sind.

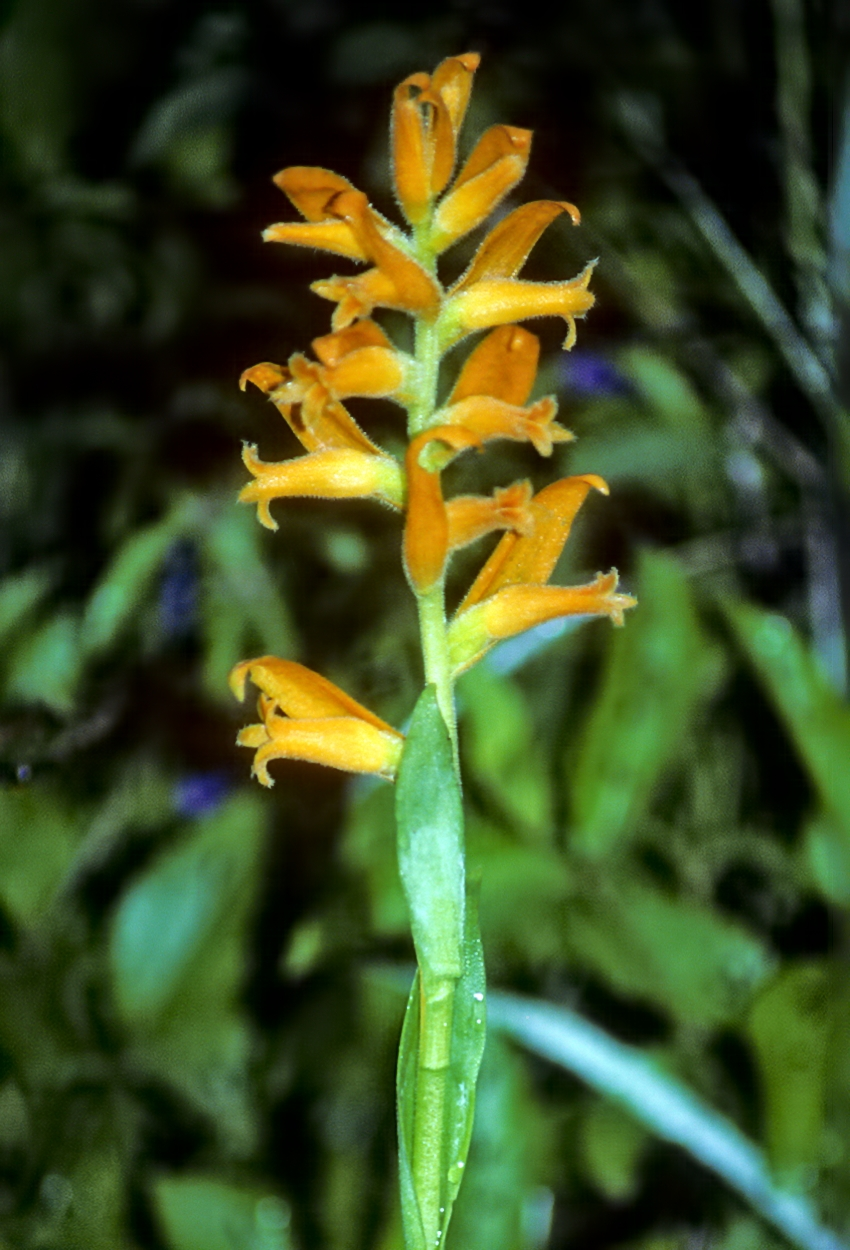
Dichromanthus aurantiacus

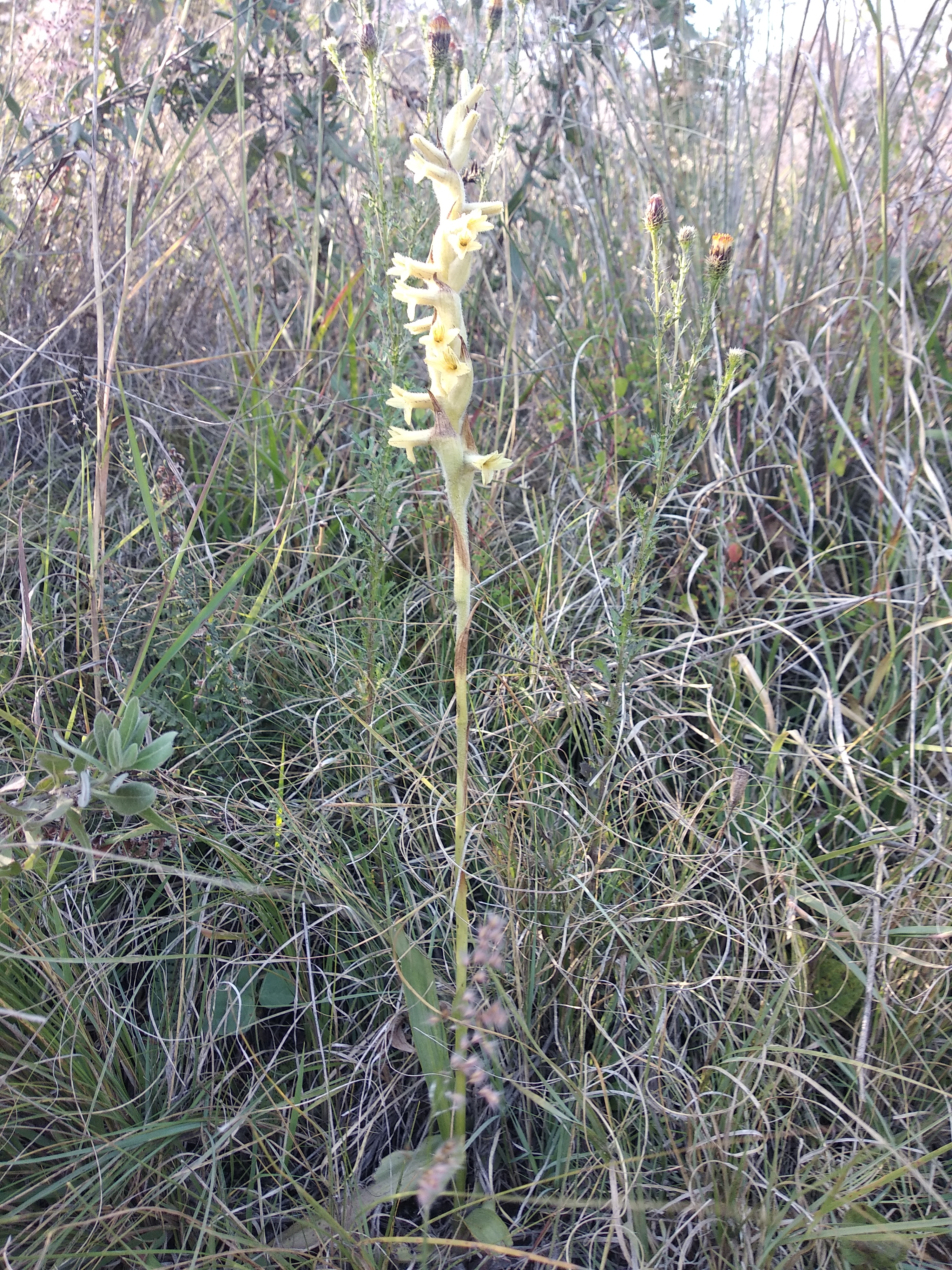
Dichromanthus michuacanus

## Beschreibung
Die Arten der Gattung Dichromanthus sind terrestrisch wachsende, kleine, ausdauernde, krautige Pflanzen. Die Wurzeln entspringen büschelweise an der Basis des Sprosses, sie sind fleischig, zylindrisch bis gestielt spindelförmig verdickt, nicht behaart. Die Blätter stehen in einer Rosette dicht beieinander, seltener sind sie in der unteren Hälfte des Sprosses verteilt. Die Blattform ist oval bis lanzettlich, der Blattgrund geht keilförmig ohne Stiel in eine den Stängel umfassende Scheide über. Zur Blütezeit sind die Blätter vorhanden. 
Der endständige, aufrechte Blütenstand ist eine vielblütige Traube. Die Blüten sind bei manchen Arten einseitswendig angeordnet. Der Blütenstandsstiel ist nur im oberen Bereich drüsig behaart, auch die Tragblätter sind mit Drüsenhaaren besetzt. Die Hochblättern, die den Blütenstandsstiel umhüllen sind röhrenförmig bis lanzettlich, sie enden spitz ausgezogen. Die Tragblätter sind groß und farbig, nur bei Dichromanthus michuacanus rasch verwelkend. Die resupinierten Blüten sind weiß, gelb, orange oder ziegelrot, Dichromanthus michuacanus produziert tagsüber Duft. Der Fruchtknoten ist spindelförmig, behaart und etwas verdreht. Er weist nach oben, die röhrenförmige Blütenhülle steht waagrecht oder leicht nickend. Die Sepalen sind einander ungefähr gleich geformt, die Außenseiten sind behaart. Die Ränder der drei äußeren Blütenblätter liegen an der Basis aneinander und formen eine Röhre, die Spitzen sind zurückgeschlagen. Die seitlichen Sepalen bilden an ihrer Basis zusammen mit der Verlängerung der Säule (Säulenfuß) ein hervortretendes Nektarium. Das dorsale Sepal ist an der Basis mit der Säule verwachsen. Die Petalen haften an den äußeren Blütenblättern an. Die Lippe ist dreigeteilt: an der Basis ist sie abrupt verschmälert, rinnig gefaltet, am Rand mit zwei verdickten Nektardrüsen. Der Mittelteil ist breiter, die Seiten sind rinnig hochgeschlagen und haften an der Säule. Der vordere Teil ist ebenfalls breit, die Spitze ist herabgebogen. Im unteren Drittel ist die Lippe auf der Innenseite (manchmal auch auf der Außenseite) samtig behaart. Die Säule ist eher kurz, an der Unterseite behaart, an der Basis ragt sie über die Ansatzstelle am Fruchtknoten hinaus (Säulenfuß). Das Staubblatt ist oval und zugespitzt. Die Säule umgibt es mit einem dicken, aber nicht weit hervorragenden Rand (Klinandrium). Die Pollinien sind weißlich, keulenförmig mit einer länglichen Klebscheibe (Viscidium), sie ragen deutlich aus dem Staubblatt heraus. Die Narbe ist herzförmig zweilappig mit erhabenen Rändern. Das Trenngewebe zwischen Narbe und Staubblatt (Rostellum) ist länglich dreieckig bis linealisch geformt.
Als Bestäuber werden bei Dichromanthus cinnabarinus und Dichromanthus aurantiacus Kolibris vermutet. Dichromanthus michoacanus könnte von Hummeln (Bombus) bestäubt werden.

## Vorkommen
Dichromanthus ist vom Süden der USA (Texas) über Mexiko, Guatemala, El Salvador und Honduras verbreitet. Sie kommen in Höhenlagen von 800 bis 3300 Meter vor. Die Standorte sind lichte Eichen und Kiefern-Eichen-Wälder, tropische Trockenwälder, trockene Gebüsche und Grasland.

## Systematik und botanische Geschichte
Dichromanthus wird innerhalb der Tribus Cranichideae in die Subtribus Spiranthinae eingeordnet. Die Gattung wurde von Leslie Garay 1982 mit der Typusart Dichromanthus cinnabarinus in Botanical Museum Leaflets Band 28, Teil 4, Seite 313
beschrieben.
Nah verwandt mit Dichromanthus sind die Gattungen Deiregyne, Mesadenus und Schiedeella. Innerhalb der Gattung ist Dichromanthus cinnabarinus die Schwesterart der beiden anderen Arten.
Der Name Dichromanthus setzt sich aus der griechischen Vorsilbe δι- di, „zwei“ sowie den Worten χρῶμα chroma, „Farbe“ und ἄνθος anthos, „Blüte“ zusammen.
Die Arten der Gattung Dichromanthus:
- Dichromanthus aurantiacus (Lex.) Salazar & Soto Arenas: Sie kommt von Mexiko bis Honduras vor.[2]
- Dichromanthus cinnabarinus (Lex.) Garay: Sie kommt vom südwestlichen Texas bis Guatemala vor.[2]
- Dichromanthus michuacanus (Lex.) Salazar & Soto Arenas: Sie kommt vom südlichen Arizona bis zum südwestlichen Texas und von Mexiko bis Honduras vor.[2]
- Dichromanthus yucundaa Salazar & García-Mend.: Die 2009 erstbeschriebene Art kommt nur im mexikanischen Bundesstaat Oaxaca vor.[2]

## Belege
Die Informationen dieses Artikels stammen überwiegend aus:
- Leslie A. Garay: A generic revision of the Spiranthinae. In: Botanical Museum Leaflets of Harvard University. Band 28, Nr. 4, 1982, S. 313–314.
- Alec M. Pridgeon, Phillip Cribb, Mark W. Chase, Finn Rasmussen (Hrsg.): Genera Orchidacearum. Orchidoideae (Part 2). Vanilloideae. Band 3/2. Oxford University Press, New York und Oxford 2003, ISBN 0-19-850711-9, S. 197–199.

## Weiterführendes
- Liste der Orchideengattungen